# Équipe de Serbie masculine de volley-ball
Cet article traite de l'équipe masculine. Pour l'équipe féminine, voir Équipe de Serbie féminine de volley-ball.
L'équipe de Serbie masculine de volley-ball est composée des meilleurs joueurs serbes sélectionnés par la Fédération serbe de volley-ball (Odbojkaški Savez Srbije, OSS). Elle est classée au 11e rang de la Fédération internationale de volley-ball au 19 juillet 2022.
Elle est l'héritière de l'équipe, statistique et morale de la république fédérative socialiste de Yougoslavie (1946-1990), puis de l'équipe de la république fédérale de Yougoslavie (1990-2003) et enfin de l'équipe de Serbie-et-Monténégro (2003-2006).

## Palmarès et parcours

### Palmarès
- Championnat du monde
  -  Finaliste :1998
  - Troisième : 2010
  - Quatrième: 2018
- Ligue mondiale (1)
  -  Vainqueur :  2017

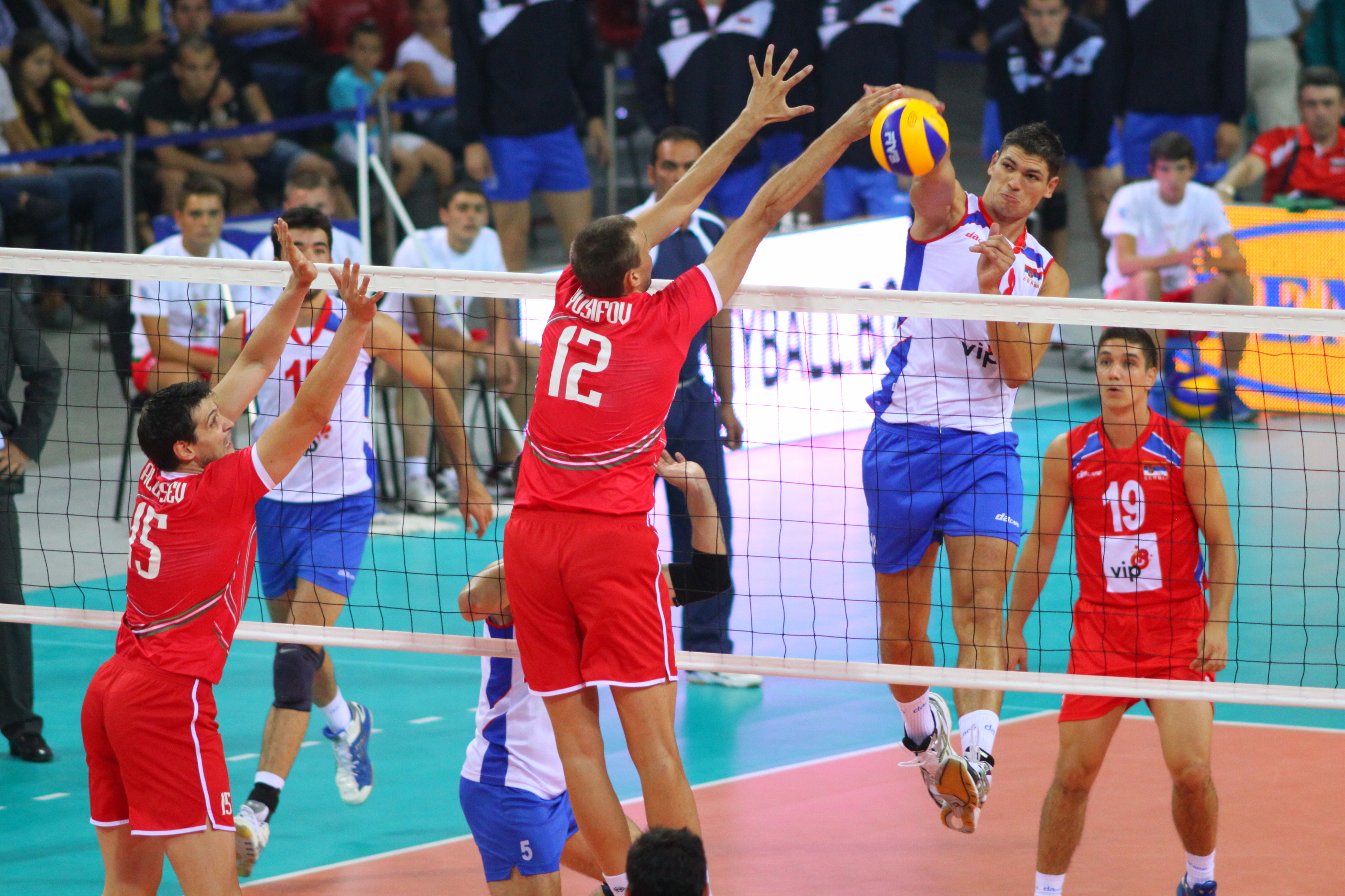

  -  Finaliste :  2008, 2009, 2015
  -  Troisième : 2010
- Championnat d'Europe (3)
  -  Vainqueur : 2001, 2011, 2019
  -  Finaliste : 1997
  -  Troisième : 1995,1999,2005, 2007, 2013, 2017

### Parcours

#### Jeux olympiques
- 1996:  3e
- 2000:  1re
- 2008: 8e
- 2012: 9e
- 2016: non qualifiée
- 2020: non qualifiée

#### Championnats du monde
- 2010 :  3e
- 2014 : 9e
- 2018 : 4e

#### Ligue mondiale
- 2007 : 9e
- 2008 : Finaliste
- 2009 : Finaliste
- 2010 : 3e
- 2011 : 9e
- 2012 : 9e
- 2013 : 8e
- 2014 : 7e
- 2015 :  Finaliste
- 2016 :  Vainqueur
- 2017 : 5e

#### Ligue des nations
| - 2018 : 5e - 2019 : 11e - 2021 : 6e - 2022 : 11e |

#### Championnat d'Europe
- 2001 :  Vainqueur
- 2007 :  3e
- 2009 : 5e
- 2011 :  Vainqueur
- 2013 :  3e
- 2015 : 7e
- 2017 :  3e
- 2019 :  Vainqueur
- 2021 : 4e

#### Coupe du monde
- 2007 : non participant
- 2011 : 8e
- 2015 : non participant
- 2019 : non participant

## Joueurs majeurs
- Uroš Kovačević
- Srećko Lisinac
- Aleksandar Atanasijević
- Nikola Grbić
- Ivan Miljković
- Marko Ivović
- Vladimir Grbić
- Slobodan Boškan
- Andrija Gerić
- Nikola Kovačević
- Vladimir Batez
- Slobodan Kovač
- Đula Mešter
- Vasa Mijić
- Andrija Gerić
- Goran Vujević
- Veljko Petković
- Igor Vušurović